# Distrito de Dhankuta

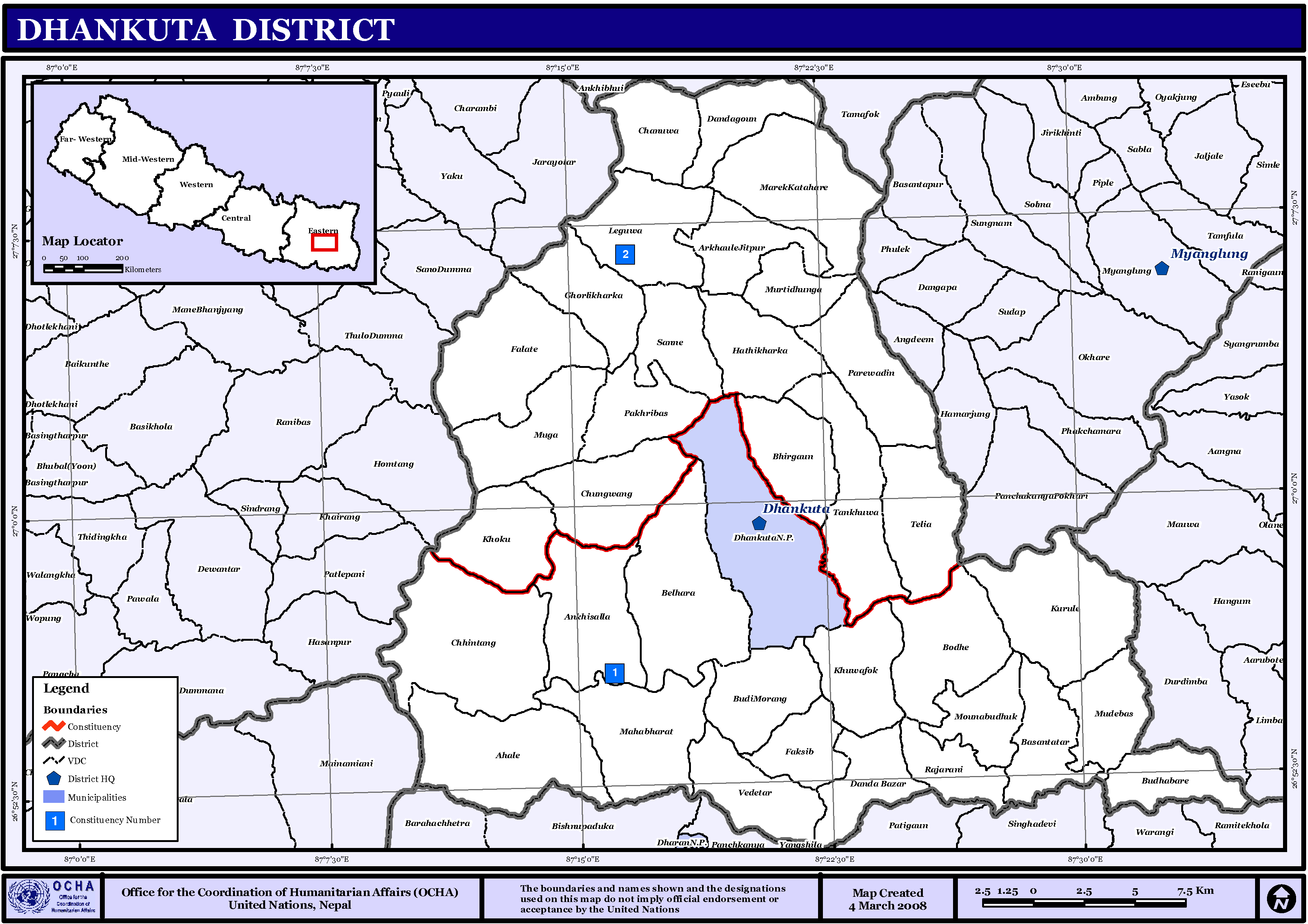
Distrito de Dhankuta

El distrito de Dhankuta es uno de los seis distritos que conforman la Zona de Kosi, en Nepal.

## Comités de desarrollo rural
En el distrito se encuentran los siguientes comités de desarrollo rural:
- Ahale
- Ankhisalla
- Arkhaule Jitpur
- Basantatar
- Belhara
- Bhdhabare
- Bhirgaun
- Bodhe
- Budhabare
- Budi Morang
- Chanuwa
- Chhintang
- Chungmang
- Danda Bazar
- Dandagaun
- Dhankuta
- Faksib
- Falate
- Ghortikharka
- Hathikharka
- Jitpur Arkhaule
- Khoku
- Khuwafok
- Kuruletenupa
- Leguwa
- Mahabharat
- Marek Katahare
- Maunabuthuk
- Mudebas
- Muga
- Murtidhunga
- Pakhribas
- Parewadin
- Raja Rani
- Sanne
- Tankhuwa
- Telia
- Vedatar